# Берулава, Лука
Лука Берулава (груз. ლუკა ბერულავა, род. 27 ноября 2002 года) — грузинский фигурист, выступающий в парном катании с Анастасией Метёлкиной. Они — серебряные (2024) и бронзовые (2025) призёры чемпионата Европы, бронзовые призёры финала Гран-при (2024), двукратные чемпионы мира среди юниоров (2024, 2025), победители юниорского финала Гран-при (2023).

## Карьера
Лука Берулава родился в Москве, где и начал заниматься фигурным катанием в возрасте 3 лет.

### В паре с Алиной Бутаевой
В паре с Алиной Бутаевой Берулава занял 7 место на чемпионате мира среди юниоров-2020. В том же сезоне дуэт выиграл бронзу на юношеских Олимпийских играх.

### В паре с Кариной Сафиной
В сезоне 2021/2022 дебютировала пара Карина Сафина — Лука Берулава. Сразу же фигуристы завоевали медаль на этапе юниорской серии Гран-при. В Словакии они стали серебряными призерами. А на втором этапе ЮГП — в Австрии — бронзовыми. На турнире «Небельхорн Трофи» они выиграли короткую программу и стали третьими в итоге, что позволило им квалифицироваться на Олимпийские игры — 2022.
На чемпионате Европы — 2022 Карина и Лука заняли четвертое место.
На Олимпийских играх в Пекине дуэт стал шестым в короткой программе в командном турнире и девятым — в личном турнире.
На чемпионате мира — 2022, как и на чемпионате Европы, остановились в шаге от пьедестала. Большую часть сезона 2022/2023 пара вынуждена пропустить, а на чемпионате мира заняли только 19-е место. Через месяц после турнира пара распалась.

### В паре с Анастасией Метёлкиной
Пара Метёлкина / Берулава дебютировала в соревнованиях на юниорском Гран-при, первом для Метёлкиной, выиграв золотую медаль на чемпионате Турции 2023 года в Стамбуле. Несмотря на два падения в произвольной программе, их отрыв от американских серебряных призеров Флорес/Ван составил почти 27 очков.
Через две недели они участвовали в своем втором соревновании, чемпионате Венгрии 2023 года в Будапеште. Они снова легко победили, несмотря на трудности с элементами прыжка. Результаты Метёлкиной / Берулавы позволили им пройти в финал юниорского Гран-при в декабре. При этом они сказали, что планируют получить опыт работы на взрослом уровне.
Метёлкина / Берулава дебютировали среди взрослых на Кубке Варшавы, выиграв золотую медаль. Затем они вышли в финал юниорского Гран-при в качестве явных фаворитов, чтобы завоевать титул, и выиграли с отрывом в 34 очка у серебряных призеров из Канады Кемпа/Елизарова. Они были первой грузинской парной командой, выигравшей золото финала юниорского Гран-при.